# 乌图罗阿
乌图罗阿（Uturoa）是法国海外集体法屬玻里尼西亞背风群岛行政区的一个市镇，也是该行政区的首府，位于賴阿特阿島。

## 地理
乌图罗阿（16°43'26"S, 151°27'2"W）面积16 平方千米，位于法国海外集体法屬玻里尼西亞背风群岛的賴阿特阿島。
与乌图罗阿接壤的市镇包括：图马拉、塔普塔普阿泰。

## 行政
乌图罗阿的邮政编码为98735，INSEE市镇编码为98758。

## 政治
乌图罗阿的现任市长为马塔希·布拉泽森（Matahi Brotherson）先生，任期为2020-2026年。

## 人口
乌图罗阿于2022年时的人口数量为3,663人。